# Omar Daley
Omar Daley (* 25. dubna 1981) je bývalý jamajský fotbalový záložník, naposledy hrající za jamajský celek Portmore United.
S jamajskou reprezentací se zúčastnil Gold Cupu 2011 a 2003.